# Stenoscinis
Stenoscinis là một chi ruồi trong họ Chloropidae.